# 薩梅格雷洛
薩梅格雷洛，又译为薩梅格列羅，是喬治亞的一個歷史地區，位於喬治亞西部。薩梅格雷洛地處黑海沿岸，屬亞熱帶氣候，降雨比喬治亞其他地區更多。薩梅格雷洛沿海一帶有眾多沼澤地，是許多珍稀動物的棲息地。也因此使得薩梅格雷洛的很大一部分地區被喬治亞政府劃為自然保護區。